# Лео Фендер
Кларенс Леонидас Фендер (енгл. Clarence Leonidas Fender; Анахајм 10. август 1909 – Фулертон † 21. март 1991, Калифорнија), познатији као Лео Фендер, био је амерички проналазач и дизајнер електричних музичких инструмената, један од пионира у историји електричне гитаре и електричних басова. Основао је Fender Electric Instrument Manufacturing Company, данас врло познату под именом Fender. У јануару 1965. компанију је, због болести, продао моћном ЦБС-у и трајно је изгубио право да користи своје име. Касније је основао још две компаније за производњу музичких инструмената, фабрику гитара и бас гитара, названу МјузикМен (део корпорације Ерни Бол) и G & L Музички инструменти, односно G & L гитаре.
Гитаре, бас гитаре и појачала која је дизајнирао већ од 1940-их још увек се користе: Фендер телекастер (1950) је прва електрична гитара чврстог тела масовне производње; Фендер стратокастер (1954) је једна од најпознатијих и најпопуларнијих електричних гитара на свету. Фендер прецижн бас (1951) (овај модел је касније преименован у Фендер телекастер бас) поставио је стандард за електричне бас гитаре, а појачало Фендер басман, је због своје популарности постало основа за све касније појачиваче звука (нарочито Маршал и Меса Буги) који су деценијама доминирали рокенрол музиком. Фендерове гитаре, појачала и електронска решења служе и данас као модели за бројне имитације и даљи развој. Лео Фендер је примљен у Дворану славних рокенрола 1992. године - јединствено постигнуће с обзиром да никада није научио да свира инструмент који је осмислио, направио и чији звук је дизајнирао и већ самим тим и обликовао звук савремене поп и рок музике.
Иронично, Лео Фендер никада није научио да свира саму гитару, али је свирао саксофон у средњој школи и имао добре односе са музичком сценом Јужне Калифорније, што му је олакшало да прошири своје визије и приступ мрежи дилера музичких инструмената. Фендерове гитаре су биле приступачне већини музичара више него његових конкурената (углавном Гибсон (корпорација) због начина на који су настале. Захваљујући иновативном и врло ефикасном концепту производње, Лео Фендер је био педесетих година прошлог века у пионирским корацима стварања електричне гитаре оно што је Хенри Форд био у аутомобилској индустрији 1920-их. Фендер гитара је била сјајна и по облику и звуку а његови инструменти и појачала су изузетно популарни и прихваћени од стране џез, блуз, рок и поп музичара. Његове електричне гитаре, басови и појачала дизајниране од 1950. настављају да суверено доминирају популарном музиком више од пола века касније. Поред Лео Фендера и гитариста Лес Пол често се наводи као најутицајнији дизајнер у развоју електричних инструмената 20. века. Традиционално је бренд Гибсон Лес Пол, Гибсон гитаре корпорација, био најозбиљнији конкурент Фендера у производњи електричних гитара, али су то, заправо, гитаре веома различитог дизајна, конструкцијске филозофије и звука.

## Биографија

### Детињство и младост
Кларенс Леонидас Фендер ("Лео") рођен је 10. августа 1909. године од оца Кларенс Монте Фендера и мајке Хариете Елвире Вуд, успјешних власника воћњака који се налазио између Анахајма и Фулертона у Калифорнији .
Већ у свом детињству, Фендер је показао велико занимање за електротехнику. Када је имао 13 година, његов ујак, који је тада водио аутоелектричарску радњу, послао му знајући за његов хоби једну кутију напуњену непотребним деловима за радио-станице и батерију. Следеће године Лео је посетио радњу свог ујака у Санта Марији, Калифорнија, и фасцинирао је ујака радијом који је направио од резервних делова и радио је био постављен и изложен испред продавнице. Лео је касније тврдио да су гласни звуци који су долазили од говорника са тог радија на њега оставили трајан утисак. Убрзо након тога, Лео је почео да поправља радио уређаје у малој продавници у кући својих родитеља.
У пролеће 1928. године, Фендер је дипломирао средњу школу Фулертон Унион и пошао у Фулертон омладински Колеџ, где је учио и стекао диплому из рачуноводства. Док је студирао да буде рачуновођа, наставио је да се занима електроником и бавио се истраживањем конструкција радио и других електричних уређаја, али никада није предузимао никакав стручно електротехнички курс.
Након факултета, Фендер се запослио и радио испоруку у консолидованом предузећу за производњу леда и складишту хладњака у Анахајму, где је касније био књиговођа. Ту се први пут десило да су се неке од вођа локалних музичких бендова обратиле Леу, питајући га да ли може да им изгради систем за појачавање звука за прилике њихових јавних наступа као и за потребе бендове који свирају у плесним салама у Холивуду. Фендер је тада први пут уговорио изградњу шест система за појачавање звука за јавне, музичке, спортске догађаје и вјерске скупове.
Године 1933, Фендер се састао са Естер Клоски, у брак су ушли 1934. године. Отприлике у то време је отишао на посао као рачуновођа у Калифорнијску службу за ауто-пут у Сан Луис Обиспу. С променама у току Велике депресије влада је његово радно место елиминисала, а он је потом отишао у рачуноводствено одељење у компанији за дистрибуцију гума. Након што је тамо успео да ради шест месеци, Лео је изгубио посао и у тој компанији заједно са осталим рачуновођама.

### Фендер радио сервис
Године 1938,, од позајмице од 600 долара, Лео и Естер су се вратили у Фулертон, где је Лео покренуо сопствену радионицу за поправку радио уређаја, "Фендер радио сервис". Убрзо су музичари и лидери бендаова почели да долазе до њега због коришћења система за јавно озвучење, које је саградио, изнајмљивао и продаво. Такође је покренуо своју продавницу за уређаје за озвучавање и појачавање звука акустичних гитара који су почели да се појављују на музичкој сцени у Јужној Калифорнији за потребе великих бендова и џез музике и за "хавајске" или "лап челичне" гитаре које су постале врло популарне у кантри музици .

### Градња првих Фендер гитара
Током Другог светског рата, Лео се упознао са патентима Клеитона Ор "Док" Кауфмана, проналазача који је радио за Рикенбакер, који је током те деценије градио и продавао гитарске жице и гитаре. Док Кауфман је претходно радио за Рикенбакер, измислио је и патентирао први гитарски Вибрато системи назван "Виброла", претходницу каснијег вибрата. ( Патент "Апарат за производњу тремоло ефеката" је примењен 1928. године и службено је додељен Доку Кауфману 5. јануара 1932) Фендер је убедио Кауфмана да треба да се удруже. Почетком 1940-их, Док Кауфман и Лео Фендер су ушли у пословно партнерство и формирали компанију "К & Ф Мануфактуринг Корпорејшн" (Кауфман и Фендер). Започели су дизајн и изградњу појачала звука за хавајске гитаре. Године 1944, Лео и Кауфман су редизајнирали Лап челичну гитару са електричним поклопцем коју је већ био крајем 19. и почетком 20. века патентирао Јозеф Кекуку. Године 1945, Кауфман и Фендер почели су да ту редизајнирану хавајску гитару продају, у комплету са појачалом који је дизајнирао Фендер.

### Развој Фендер електричне гитаре: Есквајер / Бродкастер /Фендер телекастер
Рад Биг Бендова опао је до краја Другог светског рата, мали бендови који су свирали буги-вуги, ритам и блуз, западни свинг и хонки-тонки формирани су широм Сједињених Држава. Многи од тих састава прихватили су електричну гитару јер су приметили да су са њом могли да удахну са свега неколико свирача магичну моћ читавом музичком делу. Опремљени архтоп гитарама ти су плесни бендови крајем 1940-их уз све већу популарност озвучавања путничких и плесних дворана створили све већу потребу за гласнијим, јефтинијим и издржљивијим гитарским инструментима. Свирачима је такође био потребан бржи (приступачнији) гитарски врат и за бољу интонацију и свирање онога звука којег су плесачи већ назвали "гитара за полетање". Крајем 1940-их почела је врло да расте популарност електричних гитара, али се оне и даље сматрају новим и неиспитаним инструметима, а Рикенбакер спениш електро гитара (Рикенбакер Кауфман фирме) била је најкомпромисније решење солидно доступно, као и једнократни кућни логотипи од Лес Пола и Бигсби Трејвис гитара коју је направио Пол Бигсби за Мерле Трејвиса важили су тада као најугледнији ранији примери.
Године 1943, и 1944. Фендер је изградио своју прву електричну гитару са пуним телом и успешно је изнајмљивао музичарима из свог окружења, у ово време имао је у виду моделе бившег дизајнера гитара Рикенбакер Кауфман фирме, која је била фокусирана на производњу челичне гитаре (инструмента пореклом са Хаваја), модела који је у то време био у САД изузетно популаран. На том инструменту се нису традиционално користили прсти, по врату инструмента се клизао метални ваљак, понекад стакло, керамика или чак врат-грло од боце) и тако је настајао звук. Године 1946, Лео Фендер је основао компанију у Фулертону Fender Electric Instrument Manufacturing Company, која настоји да производи челичне гитаре. Од 1948. године, Лео се удружио са гитаристом и проналазачем-конструктором Џорџом Фулертоном који је претходно већ био радио у Рикенбакер фирми.
Фендер је брзо препознао потенцијале електричне гитаре која је била једноставна и за држање, подешавање и свирање, и врло погодна за просторије и плесне дворане. Године 1949, Фендер је завршио прототип своје електричне гитаре танког чврстог тела; први пут је презентирана 1950. године као Фендер есквајер (са чврстим телом и једним пикапом), а преименован је у прву Бродкастер гитару, а затим (због конфликта бренда са другим произвођачем инструмената, (Gretsch) Гретш-ом, емитер Бродкастер је преименован) у Телекастер гитару (са два пикапа), годину дана касније. Телекастер, оригинално опремљен са двоструким навојем убрзо је широко коришћен међу западним свирачима, временом је постао једна од најпопуларнијих електричних гитара у историји популарне музике.

### Фендер стратокастер
Уместо да ажурира Телекастер, Фендер је одлучио да, на основу повратних информација од купаца, напусти Телекастер, како изгледа, и дизајнирао је нову гитару са гитарским чврстим телескопом који ће се продавати заједно са основним Телекастером. Западни гитариста свинга Бил Карсон био је један од главних критичара Телекастера, тврдећи да нови дизајн треба да има појединачно подесива седла моста, четири или пет пикапова, вибро-јединицу која се може користити у било ком смеру и вратити се на одговарајући тјунинг, али сматрао је и да треба да је округлог тела због веће удобности насупрот оштрим ивицама тела Телекастерове плоче. Фендеру, је у реализацији нове електричне гитаре помагао цртач Фреди Таварес. Пројектовање Стратокастера је почело крајем 1953. године. Пројекат је укључивао ротирајући, мање "клупски" врат (барем за прву годину производње) и двоструки урезак за лакши приступ у горње регистре.

## Фендер бас гитаре: прецизност, џез
Током овог периода, Фендер се такође бавио проблемима са којима су се сусретали свирачи акустичног контрабаса, који се више нису могли такмичити са другим музичарима. Поред тога, акустични контрабасови су били велики, масивни и тешки за транспорт. Са Фендер прецижн басом (или "П-бас"), објављеним 1951. године, Лео Фендер је обрадио и решио оба проблема: "Прецижн бас" заснован на Телекастеру био је довољно мали и преносив, а његова конструкција са чврстим телом и четвожичаним свирањем била је без негативне повратне информације. Заједно са Прецижн басом (назван тако зато што је његов праговима испресецан врат омогућио басистима прстохват тако да свирају са великом прецизношћу), Фендер је потом представио и бас појачало, Фендер басман, 25-ватно појачало са једним 15-инчним звучником (касније је то појачало ажурирано на 45 вати и четири 10-инчна звучника). Прецижн бас је потпуно променио навике и обичаје у поп музици.
Године 1954. приказана је надоградња прецизног баса која се поклапала са увођењем Стратокастера. Укључене су и неке контуре у каросерију Стратокастера, ажурирање је такође укључило двокомпонентни никловани мост и бели једнослојни пикгард.
У јуну 1957. Фендер је објавио редизајн прецизног баса. Реиздање је укључило већу главу, нови дизајн за пикадо, мост са четири челична седла која су се могла појединачно прилагодити и нови сплит једнокраки пикап. Ово се показало као коначна верзија инструмента, која се од тада мало мења. Године 1960, на П-басу је постао доступан прстохват од ружиног дрвета, шири избор боја и трокраки пикгард.
Године 1960, је издао Фендер џез бас, глатки, модернизован бас са танким вратом и офсет телом и два појединачна пикапа (за разлику од Прецижн баса и његовог сплит-хамбакинг пикапа који је уведен 1957. године). Као и његов претходник, Џез бас (или једноставно "Џ-бас") био је хит и остао је популаран до данашњег дана, а колекционери су веома искрени у похвалама према тим раним моделима.

## 1970. ФирмаМјузик МениG & L Музички производи
Лео Фендер је педесетих година прошлог столећа према налазу лекара био озбиљно болестан. Имао је стрептококну синусну инфекцију, што је нарушило његово здравље до те мере да је по савету лекара одлучио да напусти своје послове. Своју компанију Фендер продао је великој медијској групи ЦБС за 13 милиона долара 1965. године. У склопу овог уговора, Лео Фендер је потписао неконкурентност али су остале његове консултантске услуге и обавезе са ЦБС-Музички инструменти Фендером на неко време. Иако је у наредних неколико година остао званични консултант у ЦБС-Музички инструменти, он ниједном није ушао у канцеларију коју је била остављена за њега у тој фирми, био је изнервиран начином производње у ЦБС. Лео је остао консултант у ЦБС компанији пет наредних година, и тих 5 година није имао права да производи своје гитаре, поред тога, он је уговором заувек, изгубио право да користи своје име као бренд. Убрзо након продаје компаније променио је лекаре. Тек тада је нашао доктора који га излечио од болести.
Године 1971, Форест Вајт и Том Вокер су формирали компанију "Три-Соник" компанију, са седиштем у Санта Ани, Калифорнија. Вокер и Вајт су дошли код Леа са молбом да им помогне у финансирању компаније. Еволуирали су из "Три-Соникс"-а у новоименовани "Мјузик Мен" ("Музички човек"), (Фендер је морао да напусти употребу свог имена) а радио је и за "Три-Соникс". Након значајног финансирања, 1975. године Лео Фендер је постао председник у фирми "Мјузик Мен" .
СтингРеи бас је био њихов рани иновативни инструмент. Иако је дизајн тела позајмио од Фендер прецижн баса, СтингРеи се у великој мери сматра првим продукцијским басом са активном електроником. Двоструки активни еквилајзер СтингРеи-а, високи излазни хамбацкинг пикап и глатки сатенски завршни врат постали су омиљени многим утицајним басистима, међу којима су Луис Џонсон, Џон Деакон и Флеа. Касније је на СтингРеи-у уведен троделни активни еквилајзер. Мјузик Мен је био активан и у дизајнирању појачала, али HD-130 Reverb, дизајниран за такмичење са Twin Reverb-ом, дошао је у време када је чист звук Твина изашао из моде.
Године 1979, Лео Фендер и његов стари пријатељи Џорџ Фулертон, (Леов коаутор у стварању Телекастера 1949), и Дејл Хајат основали су нову компанију под називом "G & L Мјузикал Продуктс" (Џорџ & Лео Музички производи). G & L дизајн гитара имао је тенденцију да се ослања на изглед ранијих оригиналних Фендер гитара као што су Стратокастер и Телекастер, али су у њих сада били инкорпорирали иновације као што су иновативни дизајн магнетних пикапа, побољшани вибрато, тремоло системи, електроника и конструкције врата. Поред тога, ова компанија је такође производила иновативна појачала, магнетна поља и гитарске ефекте. Створене су гитаре које су биле копије оригиналног Страткастера, али нису имале пад у квалитету.
Године 1979, Фендерова супруга Естер је преминула од рака. Лео се поново оженио 1980. а његова друга супруга Филис Фендер је постала почасни председник G & L Музички производи. Упркос томе што је имао неколико мањих удара и дуго патио од Паркинсонове болести, Фендер је наставио да производи гитаре и басове. Лео Фендер је преминуо 21. марта 1991. од нежељених компликација Паркинсонове болести, чак и дан пре своје смрти је био на послу. Од Фендерове смрти, његова канцеларија је остала нетакнута, застакљена соба је у средини фабрике са "отвореним" књигама; у собу нико не улази, осим изабрани радник, да очисти просторију. Лео Фендер је сахрањен у Мемориал Парку Фаирхавен у Санта Ани, Калифорнија. Његове достигнућа и "доприноси од изузетног техничког значаја за област снимања" призната су Техничком Греми наградом 2009. године.